# Nicola Bellomo (Fußballspieler)
Nicola Bellomo (* 18. Februar 1991 in Bari) ist ein italienischer Fußballspieler. Bellomo begann ursprünglich als zentraler Mittelfeldspieler, wurde in den folgenden Spielzeiten jedoch immer öfter im offensiven Mittelfeld als Spielmacher eingesetzt. Er ist Rechtsfuß und hat einen guten Distanzschuss, außerdem beherrscht er die Standardsituationen gut.

## Karriere

### Verein

#### Die Zeit bei Bari und Leihstationen
Geboren in Bari, begann Bellomo seine Karriere bei seinem Heimatverein FC Bari 1908 in dessen Jugend. Sein Profidebüt für die erste Mannschaft gab er am Ende der Serie-B-Saison 2008/09 Saison am 16. Mai 2009 bei einem Spiel gegen den FC Modena, das Spiel gewann Bari mit 4:1. Für die folgende Saison wurde er in den Profikader aufgenommen, kam jedoch zu keinem Einsatz und spielte daraufhin wieder für die zweite Mannschaft.
Im Juli 2010 wurde er zum AS Lucchese Libertas ausgeliehen, bestritt hier ein Spiel und wurde dann wieder verliehen, diesmal an SS Barletta Calcio. Dort kam er auf 33 Einsätze bei sechs erzielten Treffern. Am 1. Juli 2011 kehrte er zu Bari zurück und unterschrieb einen Dreijahresvertrag. In Bari kam er auf insgesamt 52 Einsätze und schoss acht Tore.

#### Karriere nach Bari
Am 3. Juli 2013 wurde Bellomo vom FC Turin für 1,4 Millionen Euro gekauft, Chievo Verona besaß jedoch 50 % der Transferrechte an seinem Vertrag. Für den FC Turin gab er sein Debüt bei dem italienischen Pokal in der dritten Runde gegen Delfino Pescara. Am 25. September 2014 machte er sein erstes Spiel in der Serie A gegen Hellas Verona und spielte durch, das Spiel endete 2:2. Am 20. Oktober erzielte er sein erstes Tor für den FC Turin per Freistoß, der Treffer fiel in der 90. Minute gegen Inter Mailand. Bellomos Tor war der Treffer zum 3:3-Endstand, somit rettete er seiner Mannschaft einen Punkt in letzter Minute. In einem Interview nach dem Spiel widmete Bellomo das Tor seinem Vater. Sein Treffer gegen Inter Mailand sollte sein einziges für Turin bleiben, nach sieben Spielen wechselte Bellomo am 29. Januar 2014 zu Spezia Calcio.
In Spezia bekam Bellomo die symbolisch wichtige Nummer 10 und machte sein Debüt für seinen neuen Verein am 1. Februar 2014 bei einem 1:1-Unentschieden gegen die SS Juve Stabia. Nach zwei Torvorlagen in einem 3:1-Heimsieg gegen den FC Crotone erzielte er sein erstes Tor für die Aquilotti am 22. März 2014 gegen Brescia Calcio, das Spiel konnte mit 2:0 gewonnen werden. Weitere wichtige Treffer erzielte Bellomo gegen AC Cesena am 12. April bei einem 2:0-Sieg und den 1:0-Siegtreffer im folgenden Spiel gegen den AC Siena. Am 3. Mai erzielte er noch einmal den entscheidenden Treffer zum 2:1-Sieg gegen Reggina Calcio und brachte Spezia mit diesem Tor in die Play-off-Plätze, die in die Serie A führen. Mit Spezia verlor er im Halbfinale der Play-offs gegen den FC Modena mit 0:1.
Nach 21 Einsätzen und fünf erzielten Toren wechselte er am 21. Juni 2014 zu Chievo Verona für eine Ablösesumme von 800.000 Euro.

### Nationalmannschaft
Bellomo spielte einmal für die italienische U-19, U-20, und viermal für die U-21.